# Maciej Zakrocki
Lech Maciej Zakrocki (ur. 1960 w Warszawie) – polski dziennikarz, reżyser i scenarzysta.

## Życiorys
Absolwent II Liceum Ogólnokształcącego im. Stefana Batorego w Warszawie (matura 1979) i Uniwersytetu Warszawskiego (1984).
W 1995 został zatrudniony jako dziennikarz w Telewizji Polskiej. Współpracował z Bogusławem Wołoszańskim przy cyklu Sensacje XX wieku, którego po okresie współpracy został współautorem, i innych programach tworzonych dla TVP. W latach 1998–2004 na antenie TVP1 prowadził audycję Gość Jedynki, a później podobną wersję programu zatytułowaną Polityka przy kawie. W TVP przygotowywał wszystkie wieczory wyborcze i referendalne od 1997 do 2015 roku, w tym wybory w Stanach Zjednoczonych oraz wywiady z czołowymi politykami krajowymi i europejskimi. Od 2002 w TVP3 prowadził programy relacjonujące prace z Senatu, do stycznia 2007 program Trzeci wymiar, a od stycznia 2007 – audycję Okno na świat. Od stycznia 2008 przygotowywał i prowadził cykl w TVP Info realizowany w Parlamencie Europejskim pt. Debata po europejsku. Od września 2008 na antenie TVP Info prowadził debaty pt. Debata Trójstronna dotyczące głównych spraw rozstrzyganych w gronie partnerów społecznych i planowanych reform społecznych. Od maja 2009 na antenie TVP1 prowadził audycję Rozmowa Jedynki, później w stacji TVP Historia audycję Spór o historię, a w TVP1 program Polityczne menu. Od 31 sierpnia 2011 do kwietnia 2014 zasiadał w Komisji Etyki TVP VIII kadencji.
W 2006 wydał książkę Forum 500, która jest opisem historii politycznego cyklu TVP Forum od pierwszego wydania do prawie 500. odcinka, w których pełnił rolę wydawcy. Prawie, bo w związku ze zmianami kierownictwa TVP po 2005 roku został odsunięty od pracy przy tym cyklu. Od 2007 członek Rady Fundatorów Fundacji „Żołnierzy Wyklętych”. W 2008 jako prelegent brał udział w konferencji „Miasta w internecie”. Prowadzi wykłady w zakresie „treningu medialnego” w ramach studiów w Polskiej Fundacji Upowszechniania Nauki. Współtworzył ranking polskich europosłów tygodnika „Polityka”. W kwietniu 2014 wydał w Domu Wydawniczym Elipsa książkę pt. Przepustka do Europy. Jest to dziennikarska relacja z procesu negocjacji akcesyjnych Polski do Unii Europejskiej, czemu z bliska przyglądał się jako dziennikarz TVP.
Od czerwca 2014 prowadził w dni powszednie o 16:40 program Co się stało? w Tok FM. Od 2015 w TOK FM prowadzi autorski cykl Magazyn Europejski, historyczny cykl Historie Polski, a od września 2019 sobotnio-niedzielne pasmo od 7:00 do 9:00 Weekendowy Poranek w TOK FM. W 2018 TVP rozwiązała z nim umowę o pracę. Po wygranych procesach sądowych w grudniu 2023 został przywrócony do pracy w TVP. W lutym 2024 został prowadzącym Forum w TVP Info.
W 1999 został odznaczony Brązowym Krzyżem Zasługi.

## Filmografia
Reżyseria
- 2008 – Mistrz
- 2007 – Europejczyk
- 2002 – Jad Waszem
- 2001 – Ostatni agent „Muszkieterów”
- 1998 – Pokolenia
- 1994 – Gdy płonęła Moskwa
- Tajna historia ZSRR – Syn marnotrawny nr 1 (o Jakowie Dżugaszwilim)

Scenariusz
- 2008 – Mistrz
- 2007 – Europejczyk
- 2002 – Yad Vashem
- 2001 – Ostatni agent „Muszkieterów”
- 1998 – Pokolenia

Produkcja
- 2001 – Jak orzeł